# Inmigración en Nicaragua
La inmigración en Nicaragua corresponde al desplazamiento temporal o permanente de ciudadanos extranjeros a ese país. El año 2020 y según la base de datos de la Organización Internacional para las Migraciones (OIM), el total de inmigrantes en Nicaragua era de 42.167 personas que representan el 0,65% de la población nicaragüense. Los inmigrantes procedentes de Honduras representan el grupo más numeroso de la población inmigrante en Nicaragua, con 31,09% del total, seguido de personas originarias de Costa Rica y los Estados Unidos.
| 1     | Honduras       | 13.110 |
| 2     | Costa Rica     | 11.281 |
| 3     | Estados Unidos | 3.775  |
| 4     | El Salvador    | 2.557  |
| 5     | Guatemala      | 1.843  |
| 6     | Cuba           | 984    |
| 7     | México         | 885    |
| 8     | España         | 480    |
| 9     | Colombia       | 467    |
| 10    | Panamá         | 423    |
| Total | Total          | 42.167 |

## Flujos migratorios
| 1990 | 41.421 |
| 1995 | 26.619 |
| 2000 | 30.389 |
| 2005 | 34.919 |
| 2010 | 37.345 |
| 2015 | 40.261 |
| 2020 | 42.167 |

## Historia

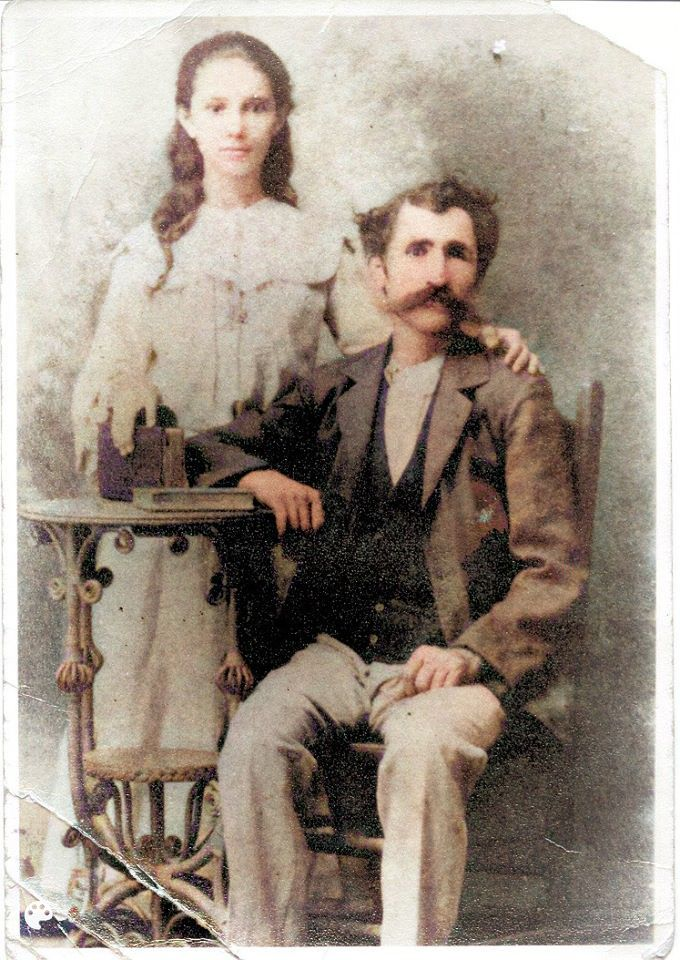
Inmigrantes italianos en Nicaragua

A partir de 1524 empezaron a llegar soldados, curas misioneros y labriegos castellanos, unos se quedaron, pero la mayoría re-emigró a Perú. Así llegaron también los primeros negros africanos, esclavos de los europeos.

### Inmigración europea en Nicaragua
Los primeros inmigrantes europeos a Nicaragua empezaron a llegar en 1524 con las tropas, curas y labriegos que venían con Francisco Hernández de Córdoba, el conquistador español de Nicaragua.Sin embargo, durante los tres siglos que duró la colonia española (1524-1821) los inmigrantes en Nicaragua eran mayormente originarios de la península ibérica, hubo un número muy pequeño de inmigrantes de países amigos de la España Colonial, provenientes de las poblaciones católicas de Italia, Francia o Irlanda, Alemania, Austria, y de los principados alemanes del sur.

### Expulsión y re-emigración
Cuando España tomó el poder en la mayoría de los territorios del occidente, les prohibió el paso a otros inmigrantes que no sean de España, y a varios británicos refugiados al igual que otros europeos que ya se habían establecido en Nicaragua, se les expulsó y la mayoría de estos decidieron re-emigrar a los países de América del Sur.

### Inmigración española
La inmigración española, compone la mayor comunidad europea en Nicaragua, al igual que es el país europeo con más relaciones comerciales y diplomáticas en Nicaragua, siendo aproximadamente 1,036 españoles que radican en Nicaragua establecidos en Granada, León y Managua.

#### Principales comunidades europeas de Nicaragua
Según el informe de 2015 de la Organización Internacional para las Migraciones (OIM), la población europea residente en Nicaragua proviene principalmente de los siguientes países.
| Lugar | País         | 2015 |
| ----- | ------------ | ---- |
| 1     | España       | 460  |
| 2     | Alemania     | 300  |
| 3     | Países Bajos | 267  |
| 4     | Rusia        | 194  |
| 5     | Italia       | 190  |

## Refugiados en Nicaragua
Según datos del ACNUR en 2004, se encontraban 227 refugiados en Nicaragua, de los cuales el 59.9% eran mujeres. Los principales países de origen incluyen a Colombia, Cuba, El Salvador y Somalia, entre otros. Ese mismo año, el ACNUR recibió 286 solicitudes de asilo de nicaragüenses en el exterior. De esos solicitantes, 60 (22.9%) obtuvieron el reconocimiento de la condición de refugiado.
| 1990 | 15,605 |
| 1995 | 446    |
| 2000 | 402    |
| 2006 | 288    |